# Histoire des maires de France
L'histoire des maires de France retrace l'évolution  du mode de désignation des maires des communes en France, au fil de l'histoire politique du pays.

## Origine
La naissance de la commune en tant que telle remonte au XIe siècle. Puis, au XIIe siècle, le maire fait son apparition. En effet, dès lors que la commune était reconnue juridiquement et politiquement, il lui restait à se doter de représentants. Selon l’époque et les lieux, on parlera de « pairs », d’« échevins », de « mayeurs », de « conseillers », de « syndics » ou de « consuls ». Dans la France du sud, on parlera donc, plus spécifiquement, de "consulat", dont sont membres les consuls, généralement choisis au nombre de trois parmi les « conseillers ». Ils sont cooptés par les grandes familles bourgeoises de la ville. Cette institution est très présente entre la fin du XIIe siècle et jusqu'à la Révolution, œuvrant pour la sécurité de la ville, sa salubrité et réglant la vie économique.
Le mot « maire » trouve son origine dans le polyptyque d'Irminon, ouvrage de droit d’un abbé de Saint-Germain-des-Prés au IXe siècle. Il emploie le mot « maior » quand il parle du représentant du domaine : c’est celui qui administre le village pour le compte du seigneur.

## Ancien Régime
Mise à mal par l'effondrement des économies et des structures rurales causé par la guerre de Cent Ans, l'institution se développe après celle-ci pour répondre au besoin d'administrer de nouveau les campagnes pour le compte de propriétaires non résidents. À la fin du XVe siècle, les maires achètent leur charge pour deux ans. Souvent, celle-ci revient par intermittence aux mêmes plus importants censitaires. L'institution décline avec le développement et la spécialisation des compétences de l'administration royale, la prévôté (juge, prévôt, lieutenant, procureur fiscal, greffier, huissier), ce avant même le début des guerres de religion.
Par l'édit royal de 1692 les fonctions de magistrats élus sont supprimées et, dans la plupart des villes sont créés un office de maire et des offices d'assesseurs en remplacement des syndics choisis par les assemblées d'habitants. La vente des nouveaux offices permet de renflouer les caisses de l'État.
Des édits de 1764 et 1765 tentent de briser ce système arbitraire en proposant un maire choisi par le roi sur proposition de trois candidats.
L'administration municipale reste sous le contrôle de l'intendant général jusqu'à la Révolution française.

## De 1789 à 1799
Période reprenant la Révolution française, la Première République et le Directoire.
Les agents municipaux (maires) sont élus au suffrage direct pour deux ans et rééligibles par les citoyens actifs de la commune, contribuables payant une contribution au moins égale à 3 journées de travail dans la commune. Sont éligibles ceux qui paient un impôt au moins équivalent à dix journées de travail.
Avec Thermidor (juillet 1794), la Constitution du 5 fructidor an III (22 août 1795), met en place les municipalités cantonales. Chaque commune élit dorénavant un agent municipal qui participe à l'administration de la municipalité cantonale. L'agent municipal passe sous l’autorité des « présidents des municipalités cantonales ».

## De 1799 à 1848
Période reprenant le Consulat, le Premier Empire, la Restauration et la monarchie de Juillet.
La Constitution du 22 frimaire an VIII (13 décembre 1799) revient sur l’élection du maire, les maires sont nommés par le préfet pour les communes de moins de 5 000 habitants, par le Premier consul de la République pour les autres.
Avec la loi du 28 pluviôse an VIII (17 février 1800), l’appellation de maire revient, qui remplace celle d’agent municipal.
À compter du 2 pluviôse an IX (22 janvier 1801) le maire est chargé seul de l’administration de la commune et les conseillers ne sont consultés que lorsqu’il le juge utile. Le maire exerce ce pouvoir absolu jusqu’en 1867.
La Restauration conserve la nomination des maires et des conseillers municipaux. Après 1831, les maires sont nommés (par le roi pour les communes de plus de 3 000 habitants, par le préfet pour les plus petites), mais les conseillers municipaux sont élus pour six ans.

## Du3 juillet 1848à 1851
Pendant la Deuxième République, les maires sont élus par le conseil municipal pour les communes de moins de 6 000 habitants. Les maires des chefs-lieux d'arrondissement, de département et les villes de 10 000 habitants et plus, continuent d'être nommés par le préfet.

## De 1851 à 1870
Pendant le Second Empire, les maires sont nommés par le préfet, pour les communes de moins de 3 000 habitants et pour cinq ans à partir de 1855.

## De 1870 à 1982
Dans un premier temps, le système napoléonien est conservé avec des modifications opportunistes.
Au début de la IIIe République les maires sont élus par le conseil municipal. Mais dès 1873, pour les chefs-lieux (du département au canton) et pour les villes de plus de 20 000 habitants, le maire reste nommé par le préfet. Cette situation est étendue à toutes les communes le 20 janvier 1874 par le gouvernement de Broglie, ce qui permet au personnel politique de procéder à des révocations en masse dans la perspective d'élections nationales.
C'est le 5 avril 1884 qu'une loi sur l’organisation municipale, qui inspire encore de manière substantielle la législation actuelle, est promulguée ; elle établit le principe de l'élection du maire et des adjoints par le conseil municipal, quelle que soit l'importance de la commune (sauf pour Paris). Elle fixe le mandat à quatre ans,.
La loi du 10 avril 1929 porte de quatre à six ans la durée du mandat des conseillers municipaux, et donc des maires.
Sous Vichy, par la loi du 16 novembre 1940, les maires des communes de plus de 10 000 habitants sont nommés par le gouvernement, ceux des communes de 2 000 à 10 000 habitants, par le préfet. Les maires des communes de moins de 2 000 habitants sont élus par le conseil municipal.
À Paris, le maire est élu à partir de 1977.

## Cas de l'Alsace et de la Moselle
En Alsace-Lorraine, de 1871 à 1918, annexé au IIe Reich allemand, les maires sont nommés pour 6 ans par le président du district (Bezirkspräsident), qui est l'équivalent du préfet.
Pendant la Seconde Guerre mondiale, l'Alsace et la Moselle étant rattachées au IIIe Reich allemand, les maires des villages, issus de la communauté villageoise sont nommés par le commissaire de l'arrondissement (Landkommissar des Kreises) qui est plutôt un administratif. Ceux des grandes villes, investis par le parti national-socialiste (NSDAP), sont généralement des Allemands et dépendent directement du Gauleiter ou chef du Parti pour la région.

## Records
- Le maire le plus âgé

Charles Edmond Mathis (Éhuns (Haute-Saône)), serait le maire ayant été en fonctions à l’âge le plus avancé, 101 ans, élu plusieurs fois, il totalise 71 ans de mandat de maire de 1878 à 1884 puis de 1888 à 1953.
Louis Philipon (Juvigny (Aisne)) serait le deuxième maire ayant été en fonctions à l’âge le plus avancé, 98 ans. Il serait également le quatrième maire ayant eu le mandat le plus long, 69 ans de 1929 à 1998.
- Le maire le plus jeune

Jérôme Negroni (San-Lorenzo (Haute-Corse)) a été élu en 2009 à l'âge de 20 ans, mais il est possible que certains maires aient été élus à l'âge de 18 ans, minimum légal depuis 1974.
Hugo Biolley (Vinzieux (Ardèche)) a été élu en 2020 à l'âge de 19 ans, il devient donc le maire le plus jeune de France.
- Le mandat le plus long

André Cornu (Bazolles (Nièvre)) serait le maire ayant eu le plus long mandat ininterrompu, 72 ans, de 1815 à sa mort en 1887.
- Le mandat en cours le plus long

| Nom du maire                                  | Durée des mandats | Début du mandat | Fin du mandat | Commune                     | Notes                                                             |
| André Cornu                                   | 72 ans            | 1815            | 1887          | Bazolles                    |                                                                   |
| Charles Edmond Mathis                         | 71 ans            | 1878            | 1953          | Éhuns                       | Coupure entre 1884 et 1888                                        |
| François de Noailles                          | 69 ans            | 1932            | 2001          | Épinay-Champlâtreux         |                                                                   |
| Louis Philipon                                | 69 ans            | 1929            | 1998          | Juvigny (Aisne)             |                                                                   |
| Roger Sénié                                   | 66 ans            | 1947            | 2014          | La Bastide-de-Bousignac     |                                                                   |
| Arthur Richier                                | 66 ans            | 1947            | 2014          | Faucon-du-Caire             |                                                                   |
| Yves Bahu                                     | 66 ans            | 1959            | 2025          | Priez                       | en cours → 2026                                                   |
| Paul Girod                                    | 63 ans            | 1958            | 2021          | Droizy                      | Décédé en cours de mandat                                         |
| Louis Demarolle                               | 62 ans            | 1840            | 1902          | Douilly                     | Décédé en cours de mandat                                         |
| Félix Dehau                                   | 62 ans            | 1872            | 1934          | Bouvines                    |                                                                   |
| Jean de Galard                                | 61 ans            | 1959            | 2020          | Saint-André (Haute-Garonne) |                                                                   |
| Jules Jeanneney                               | 61 ans            | 1896            | 1957          | Rioz                        |                                                                   |
| Noël Sarrola                                  | 60 ans            | 1946            | 2006          | Sarrola-Carcopino           |                                                                   |
| Michel Rubé                                   | 60 ans            | 1965            | 2025          | Catenoy                     | en cours → 2026                                                   |
| Maurice Sicre                                 | 60 ans            | 1965            | 2025          | Axiat                       | en cours → 2026                                                   |
| Marcel Humblot                                | 60 ans            | 1965            | 2025          | Morionvilliers              | en cours → 2026                                                   |
| Maurice Bello                                 | 60 ans            | 1965            | 2025          | Molring                     | en cours → 2026                                                   |
| Hubert d'Andigné                              | 59 ans            | 1946            | 2005          | Le Champ-de-la-Pierre       |                                                                   |
| Albéric de Froissard                          | 59 ans            | 1871            | 1930          | Bersaillin                  |                                                                   |
| Simon Louvart de Pontlevoye                   | 59 ans            | 1912            | 1971          | Bazoges-en-Pareds           |                                                                   |
| Jean Proriol                                  | 58 ans            | 1962            | 2020          | Beauzac                     |                                                                   |
| Daniel Bernard                                | 58 ans            | 1967            | 2025          | Fignévelle                  | en cours → 2026                                                   |
| Philippe de Bourgoing                         | 57 ans            | 1950            | 2007          | Tracy-sur-Mer               | Décédé en cours de mandat                                         |
| Geoffroy de Montalembert                      | 57 ans            | 1936            | 1993          | Ermenouville                | Décédé en cours de mandat                                         |
| Claude Boura                                  | 56 ans            | 1964            | 2020          | Xousse                      |                                                                   |
| Aimé Césaire                                  | 56 ans            | 1945            | 2001          | Fort-de-France              |                                                                   |
| Alphonse Bastian                              | 55 ans            | 1965            | 2020          | Éblange                     |                                                                   |
| Tony Larue                                    | 55 ans            | 1935            | 1995          | Le Grand-Quevilly           | Deux coupures durant la période 1941-1944 et la période 1945-1947 |
| Jacques Le Roy Ladurie                        | 55 ans            | 1928            | 1983          | Les Moutiers-en-Cinglais    |                                                                   |
| Maurice Widehen                               | 54 ans            | 1966            | 2020          | Bimont                      |                                                                   |
| Daniel Miette                                 | 54 ans            | 1966            | 2020          | Magny-le-Désert             | Décédé en cours de mandat                                         |
| Jean André Savoie-Taillefer                   | 54 ans            | 1965            | 2019          | Pouzay                      | Décédé en cours de mandat                                         |
| Yves de Kervéguen                             | 54 ans            | 1953            | 2007          | Vigny                       | Décédé en cours de mandat                                         |
| André Rideau                                  | 54 ans            | 1947            | 2001          | Adriers                     |                                                                   |
| Jean-Claude André                             | 54 ans            | 1971            | 2025          | Demange-Baudignécourt       | en cours → 2026                                                   |
| Pierre Chaussepied                            | 54 ans            | 1971            | 2025          | Lonnes                      | en cours → 2026                                                   |
| Jean Claude Dusanter                          | 54 ans            | 1971            | 2025          | Artemps                     | en cours → 2026                                                   |
| Maurice Pallut                                | 54 ans            | 1971            | 2025          | Chanterelle (Cantal)        | en cours → 2026                                                   |
| Pierre Petitguillaume                         | 54 ans            | 1971            | 2025          | Ceaulmont                   | en cours → 2026                                                   |
| René Antrope                                  | 53 ans            | 1965            | 2018          | Rémécourt                   |                                                                   |
| Pierre Ducout                                 | 53 ans            | 1972            | 2025          | Cestas                      | en cours → 2026                                                   |
| Jean-Louis de Ganay                           | 52 ans            | 1946            | 1998          | Courances                   |                                                                   |
| Jacques Zimmermann                            | 52 ans            | 1973            | 2025          | Givrycourt                  | en cours → 2026                                                   |
| Louis Sabini                                  | 51 ans            | 1964            | 2015          | Olmeta-di-Tuda              |                                                                   |
| Alexandre de La Rochefoucauld                 | 51 ans            | 1950            | 2001          | Combreux                    |                                                                   |
| Olivier d'Ormesson                            | 51 ans            | 1947            | 1998          | Ormesson-sur-Marne          |                                                                   |
| Armand Ferrando                               | 51 ans            | 1974            | 2025          | Châteauneuf-lès-Moustiers   | en cours → 2026                                                   |
| Alain Vasselle                                | 51 ans            | 1974            | 2025          | Oursel-Maison               | en cours → 2026                                                   |
| Gabriel Tambon                                | 50 ans            | 1965            | 2015          | Le Castellet (Var)          |                                                                   |
| Manon Dumoulin                                | 50 ans            | 1958            | 2008          | Neuville-sur-Ailette        | Record de longévité féminin                                       |
| Michel d'Aillières                            | 50 ans            | 1958            | 2008          | Aillières-Beauvoir          |                                                                   |
| André de Robien                               | 50 ans            | 1888            | 1938          | Saint-Germain-d'Anxure      |                                                                   |
| Gilbert Fongaro                               | 49 ans            | 1965            | 2014          | Pont-du-Casse               |                                                                   |
| Andrée Gollot                                 | 49 ans            | 1971            | 2020          | Saint-Maurice-le-Vieil      |                                                                   |
| Marcel Berthomé                               | 49 ans            | 1971            | 2020          | Saint-Seurin-sur-l'Isle     |                                                                   |
| Alfred Pettazzoni                             | 49 ans            | 1971            | 2020          | Les Monthairons             |                                                                   |
| André Trigano                                 | 49 ans            | 1971            | 2020          | Mazères puis Pamiers        |                                                                   |
| Jean Robert                                   | 49 ans            | 1971            | 2020          | Beuxes                      |                                                                   |
| Michel Pacaux                                 | 49 ans            | 1971            | 2020          | Frelinghien                 |                                                                   |
| Jean-Albert Robin                             | 49 ans            | 1934            | 1983          | Saint-Genès-de-Castillon    |                                                                   |
| Aymeri de Montesquiou                         | 49 ans            | 1976            | 2025          | Marsan                      | en cours → 2026                                                   |
| Élisée Pratlong                               | 48 ans            | 1929            | 1977          | Arphy                       |                                                                   |
| Jacques Chaban-Delmas                         | 48 ans            | 1947            | 1995          | Bordeaux                    |                                                                   |
| Jean-Vitus Guerrini                           | 48 ans            | 1929            | 1977          | Asco                        |                                                                   |
| André Laignel                                 | 48 ans            | 1977            | 2025          | Issoudun                    | en cours → 2026                                                   |
| Élie Fraisse                                  | 48 ans            | 1977            | 2025          | Saint-Vénérand              | en cours → 2026                                                   |
| Alain Mantangon                               | 48 ans            | 1977            | 2025          | Gauriaguet                  | en cours → 2026                                                   |
| Luc Corradi                                   | 48 ans            | 1977            | 2025          | Vitry-sur-Orne              | en cours → 2026                                                   |
| Alain Lefebvre                                | 48 ans            | 1977            | 2025          | Aix-Noulette                | en cours → 2026                                                   |
| Laurent Cathala                               | 48 ans            | 1977            | 2025          | Créteil                     | en cours → 2026                                                   |
| Christian Guyot                               | 48 ans            | 1977            | 2025          | Saint-Père                  | en cours → 2026                                                   |
| Michel Frouin                                 | 47 ans            | 1973            | 2020          | Lugon-et-l'Île-du-Carnay    |                                                                   |
| Jean-Paul de Rocca Serra                      | 47 ans            | 1950            | 1997          | Porto-Vecchio               |                                                                   |
| Louis Laot                                    | 47 ans            | 1936            | 1983          | Trémaouézan                 |                                                                   |
| Jacky Pougheon                                | 47 ans            | 1978            | 2025          | Combrailles (Puy-de-Dôme)   | en cours → 2026                                                   |
| Roger Prévot                                  | 46 ans            | 1953            | 1999          | Villeneuve-la-Garenne       | Décédé en cours de mandat                                         |
| Robert de Toulouse-Lautrec                    | 46 ans            | 1919            | 1965          | Mordelles                   |                                                                   |
| Michel Bacconnier                             | 46 ans            | 1977            | 2023          | Saint-Quentin-Fallavier     |                                                                   |
| Jean Kiffer                                   | 46 ans            | 1965            | 2011          | Amnéville                   | Décédé en cours de mandat                                         |
| Max Vincent                                   | 45 ans            | 1979            | 2025          | Limonest                    | en cours → 2026                                                   |
| Antoine de Vogüé                              | 45 ans            | 1953            | 1998          | Oizon                       | Décédé en cours de mandat                                         |
| Yvon Hervé                                    | 45 ans            | 1971            | 2023          | Sainte-Sève                 | Coupure entre 2008 et 2015                                        |
| Louis-Amédée de Moustier                      | 45 ans            | 1975            | 2020          | Caulaincourt                |                                                                   |
| Jean Pierre Baret                             | 45 ans            | 1975            | 2020          | Périssac                    |                                                                   |
| Roland Povinelli                              | 45 ans            | 1975            | 2020          | Allauch                     | Décédé en cours de mandat                                         |
| Édouard Herriot                               | 45 ans            | 1905            | 1957          | Lyon                        | Coupure entre 1940 et 1945                                        |
| Charles Hyacinthe Joseph Lespagnol de Grimbry | 45 ans            | 1800            | 1845          | Wasquehal                   | Décédé en cours de mandat                                         |
| Lucien Degauchy                               | 45 ans            | 1977            | 2022          | Courtieux                   | Décédé en cours de mandat                                         |
| André Santini                                 | 45 ans            | 1980            | 2025          | Issy-les-Moulineaux         | en cours → 2026                                                   |
| Frédéric Cuillerier                           | 45 ans            | 1980            | 2025          | Saint-Ay                    | en cours → 2026                                                   |
| Albert Serin-Moulin                           | 44 ans            | 1900            | 1944          | Jargeau                     |                                                                   |
| Gaston Viens                                  | 44 ans            | 1965            | 2009          | Orly                        |                                                                   |
| Philippe Dubourg                              | 44 ans            | 1977            | 2021          | Illats                      | Décédé en cours de mandat                                         |
| Pierre Fernagu                                | 44 ans            | 1945            | 1989          | Querqueville                |                                                                   |
| Daniel Hoeffel                                | 43 ans            | 1965            | 2008          | Handschuheim                |                                                                   |
| Henri Maret                                   | 43 ans            | 1965            | 2008          | Jaillans                    |                                                                   |
| Guy Dambre                                    | 43 ans            | 1977            | 2020          | Fayet (Aisne)               |                                                                   |
| Roland Robert                                 | 43 ans            | 1971            | 2014          | La Possession               |                                                                   |
| Christian Marchandeau                         | 43 ans            | 1977            | 2020          | Annet-sur-Marne             |                                                                   |
| Daniel Maurice                                | 43 ans            | 1977            | 2020          | Gesvres-le-Chapitre         |                                                                   |
| Pierre Augey                                  | 43 ans            | 1977            | 2020          | Fargues (Gironde)           |                                                                   |
| Nicole Bonnamy                                | 43 ans            | 1977            | 2020          | Saint-Sulpice-de-Pommiers   |                                                                   |
| Gonzague de Broglie                           | 43 ans            | 1946            | 1989          | Lingeard                    |                                                                   |
| Pierre Méhaignerie                            | 43 ans            | 1977            | 2020          | Vitré                       |                                                                   |
| --------------------------------------------- | ----------------- | --------------- | ------------- | --------------------------- | ----------------------------------------------------------------- |